# John Johnsen (nuotatore)
John Haakon Johnsen (Oslo, 5 gennaio 1892 – Oslo, 24 agosto 1984) è stato un nuotatore norvegese, specializzato negli stili libero e stili dorso.

## Biografia
La sua squadra di club fu l'Kristiania Idrætsforenin (in seguito denominato Oslo IL).
Rappresentò la Norvegia ai Giochi olimpici estivi di Stoccolma 1912, dove fu eliminato in semifinale nei 400 m stile libero e in batteria nei 100 e 1500 m stile libero e nei 100 m dorso. Fu iscritto anche ai 200 m rana, ma non scesa in acqua.